# لينكولن إلسوورث
لينكولن إلسوورث (بالإنجليزية: Lincoln Ellsworth)‏ (و. 1880 – 1951 م) هو مستكشف أمريكي، ولد في شيكاغو، توفي في نيويورك، عن عمر يناهز 71 عاماً.

## التعليم
تعلم في The Hill School ‏.

## جوائز
حصل على جوائز منها:
- الميدالية الذهبية (1937)
- وسام مئوية ديفيد ليفينغستون (1936)
- ميدالية الكونغرس الذهبية
- Honorary Scout ‏.

## روابط خارجية
- لينكولن إلسوورث على موقع IMDb (الإنجليزية)
- لينكولن إلسوورث على موقع الموسوعة البريطانية (الإنجليزية)
- لينكولن إلسوورث على موقع مونزينجر (الألمانية)
- لينكولن إلسوورث على موقع قاعدة بيانات الفيلم (الإنجليزية)